# Marly (Friburg)
Marly és un municipi suís del cantó de Friburg, situat al districte de la Sarine.